# Nevanlinna-Theorie
Die Nevanlinna-Theorie, benannt nach ihrem Begründer Rolf Nevanlinna, gehört in das mathematische Teilgebiet der Funktionentheorie. Sie trifft Aussagen über die Werteverteilung meromorpher Funktionen.

## Überblick
Grundgedanke der Nevanlinna-Theorie (oder Werteverteilungstheorie) ist es, eine quantitative Fassung des Satzes von Picard zu gewinnen. Dieser Satz besagt, dass es für verschiedene Werte {\displaystyle \displaystyle a_{1},a_{2},a_{3}}
aus der Riemannschen Zahlenkugel {\displaystyle \displaystyle {\overline {\mathbb {C} }}}
keine nicht-konstante meromorphe Funktion
{\displaystyle \displaystyle f:\mathbb {C} \to {\overline {\mathbb {C} }}\setminus \{a_{1},a_{2},a_{3}\}} gibt.
Um eine quantitative Fassung dieses Satzes zu gewinnen, betrachtet man
für {\displaystyle \displaystyle r>0} und {\displaystyle \displaystyle a\in {\overline {\mathbb {C} }}} die
Anzahl {\displaystyle \displaystyle n(r,a,f)} der {\displaystyle \displaystyle a}-Stellen einer nicht konstanten, meromorphen Funktion {\displaystyle \displaystyle f} im
abgeschlossenen Kreis um 0  mit Radius {\displaystyle \displaystyle r}.
Dabei werden die {\displaystyle \displaystyle a}-Stellen gemäß Vielfachheit gezählt.
Es stellt sich als geeigneter heraus, statt der Funktion {\displaystyle \displaystyle n(r,a,f)} die integrierte Anzahlfunktion
{\displaystyle \displaystyle N(r,a,f)=\int _{0}^{r}{\frac {n(t,a,f)}{t}}dt}
zu betrachten.
(Für {\displaystyle \displaystyle a=f(0)} muss dies geringfügig modifiziert werden, siehe unten.)
Nevanlinna definierte nun eine charakteristische Funktion
{\displaystyle \displaystyle T(r,f)}, die mit {\displaystyle \displaystyle r} gegen unendlich strebt,
und zeigte, dass für die meisten
Werte von {\displaystyle \displaystyle a} die Funktionen {\displaystyle \displaystyle T(r,f)} und
{\displaystyle \displaystyle N(r,a,f)} von der gleichen Größenordnung sind.
Genauer besagen seine beiden Hauptsätze, dass
{\displaystyle \displaystyle N(r,a,f)\leq T(r,f)+O(1)}
für alle {\displaystyle \displaystyle a\in {\overline {\mathbb {C} }}} und
{\displaystyle \sum _{j=1}^{q}N(r,a_{j},f)\geq (q-2)T(r,f)-S(r,f)}
für verschiedene {\displaystyle \displaystyle a_{1},a_{2},\dots ,a_{q}\in {\overline {\mathbb {C} }}},
mit einem im Vergleich zu {\displaystyle \displaystyle T(r,f)} sehr kleinen Fehlerterm
{\displaystyle \displaystyle S(r,f)}. Der Picardsche Satz folgt hieraus unmittelbar.

## Die Nevanlinna-Charakteristik
Damit das die Funktion  {\displaystyle \displaystyle N(r,a,f)} definierende Integral
auch für {\displaystyle \displaystyle a=f(0)} existiert, definiert man die Anzahlfunktion
genauer als oben angegeben durch
{\displaystyle N(r,a,f)=\int _{0}^{r}{\frac {n(t,a,f)-n(0,a,f)}{t}}dt+n(0,a,f)\log r.}
Offensichtlich gilt {\displaystyle \displaystyle n(r,a,f)=n(r,\infty ,1/(f-a))} und
{\displaystyle \displaystyle N(r,a,f)=N(r,\infty ,1/(f-a))} für {\displaystyle \displaystyle a\in \mathbb {C} }.
Kurz schreibt man auch {\displaystyle \displaystyle N(r,f)=N(r,\infty ,f)}, womit
{\displaystyle \displaystyle N(r,1/(f-a))=N(r,a,f)} für {\displaystyle \displaystyle a\in \mathbb {C} }.
Des Weiteren definiert man die Schmiegungsfunktion durch
{\displaystyle m(r,f)=m(r,\infty ,f)={\frac {1}{2\pi }}\int _{0}^{2\pi }\log ^{+}|f(re^{i\theta })|d\theta ,}
wobei {\displaystyle \displaystyle \log ^{+}x=\max\{0,\log x\}}.
Für {\displaystyle \displaystyle a\in \mathbb {C} } setzt man entsprechend
{\displaystyle \displaystyle m(r,a,f)=m(r,\infty ,1/(f-a))}.
Die Nevanlinna-Charakteristik {\displaystyle \displaystyle T(r,f)} ist dann definiert durch
{\displaystyle \displaystyle T(r,f)=N(r,f)+m(r,f).}
Es gilt {\displaystyle \displaystyle T(r,f)\to \infty } für
{\displaystyle \displaystyle r\to \infty }, wenn {\displaystyle \displaystyle f}  nicht konstant ist.
Ist {\displaystyle \displaystyle f} transzendent, gilt sogar
{\displaystyle \lim _{r\to \infty }{\frac {T(r,f)}{\log r}}=\infty .}
Für ganze Funktionen ist der Maximalbetrag
{\displaystyle M(r,f)=\max _{|z|\leq r}|f(z)|}
ein Maß für das Wachstum der Funktion.
Für {\displaystyle \displaystyle 1<r<R} gilt
{\displaystyle T(r,f)\leq \log ^{+}M(r,f)\leq {\dfrac {R+r}{R-r}}T(R,f).}
Die Ordnung {\displaystyle \displaystyle \rho (f)} einer meromorphen Funktion {\displaystyle \displaystyle f} ist definiert durch
{\displaystyle \rho (f)=\limsup _{r\rightarrow \infty }{\dfrac {\log T(r,f)}{\log r}}.}
Für ganze Funktionen kann man aufgrund der obigen Beziehung zwischen Nevanlinna-Charakteristik und Maximalbetrag hier {\displaystyle \displaystyle T(r,f)} durch
{\displaystyle \displaystyle \log M(r,f)} ersetzen. Funktionen  endlicher Ordnung bilden eine wichtige und ausführlich untersuchte Klasse meromorpher Funktionen.
Alternativ zur Nevanlinna-Charakteristik kann man auch eine von Lars Valerian Ahlfors und Shimizu Tatsujirō eingeführte Variante verwenden. Die Ahlfors-Shimizu-Charakteristik unterscheidet sich von der Nevanlinna-Charakteristik nur um einen beschränkten Term.

## Die Nevanlinnaschen Hauptsätze
Der Erste Hauptsatz besagt, dass für alle
{\displaystyle a\in {\overline {\mathbb {C} }}}
{\displaystyle \displaystyle T(r,f)=N(r,a,f)+m(r,a,f)+O(1)}
gilt. Insbesondere gilt also
{\displaystyle \displaystyle N(r,a,f)\leq T(r,f)+O(1).}
Der erste Hauptsatz ist eine einfache Folgerung aus der
Jensenschen Formel.
Wesentlich tiefer liegt der Zweite Hauptsatz.
Dieser besagt, dass für
verschiedene {\displaystyle \displaystyle a_{1},a_{2},\dots ,a_{q}\in {\overline {\mathbb {C} }}}
die Ungleichung
{\displaystyle \sum _{j=1}^{q}m(r,a_{j},f)\leq 2T(r,f)-N_{1}(r,f)+S(r,f)}
gilt, wobei
{\displaystyle \displaystyle N_{1}(r,f)=2N(r,f)-N(r,f')+N\left(r,{\dfrac {1}{f'}}\right)\geq 0}
und {\displaystyle \displaystyle S(r,f)} ein im Vergleich zu {\displaystyle \displaystyle T(r,f)} kleiner
Fehlerterm ist. Genauer gilt, dass eine Menge {\displaystyle \displaystyle E\subset [1,\infty )}
von endlichem Maß existiert, so dass
{\displaystyle \displaystyle S(r,f)=O(\log T(r,f))+O(\log r)}
für {\displaystyle \displaystyle r\to \infty }, {\displaystyle \displaystyle r\notin E}.
Mit Hilfe des ersten Hauptsatzes erkennt man, dass die Ungleichung
{\displaystyle (q-2)T(r,f)\leq \sum _{j=1}^{q}N(r,a_{j},f)-N_{1}(r,f)+S(r,f)}
eine äquivalente Formulierung des zweiten Hauptsatzes ist.
Der Term {\displaystyle \displaystyle N_{1}(r,f)} zählt die mehrfachen Stellen der Funktion. Bezeichnet man mit {\displaystyle \displaystyle {\overline {n}}(r,a,f)} und {\displaystyle \displaystyle {\overline {N}}(r,a,f)} die {\displaystyle \displaystyle n(r,a,f)} und {\displaystyle \displaystyle N(r,a,f)} entsprechenden Funktionen, wobei aber auch mehrfache {\displaystyle \displaystyle a}-Stellen nur einfach gezählt werden, so erhält man
{\displaystyle (q-2)T(r,f)\leq \sum _{j=1}^{q}{\overline {N}}(r,a_{j},f)+S(r,f).}

## Die Defektrelation
Eine der wesentlichen Folgerungen aus dem zweiten Hauptsatz ist die Defektrelation. Für {\displaystyle \displaystyle a\in {\overline {\mathbb {C} }}}
nennt man
{\displaystyle \delta (a,f)=\liminf _{r\rightarrow \infty }{\frac {m(r,a,f)}{T(r,f)}}=1-\limsup _{r\rightarrow \infty }{\dfrac {N(r,a,f)}{T(r,f)}}}
Nevanlinnadefekt von {\displaystyle \displaystyle a}. Das zweite Gleichheitszeichen gilt dabei nach dem ersten Hauptsatz, da {\displaystyle \displaystyle T(r,f)\to \infty } für {\displaystyle \displaystyle r\to \infty }. (Es sei immer vorausgesetzt, dass {\displaystyle \displaystyle f} nicht konstant ist.)
Aus  dem ersten Hauptsatz folgt, dass {\displaystyle \displaystyle 0\leq \delta (a,f)\leq 1} für alle {\displaystyle a\in {\overline {\mathbb {C} }}}. Man nennt {\displaystyle \displaystyle a} defekten Wert oder Nevanlinnaschen Ausnahmewert, wenn {\displaystyle \displaystyle \delta (a,f)>0}  gilt. Nach dem zweiten Hauptsatz ist die Menge der defekten Wert abzählbar und es gilt die Defektrelation
{\displaystyle \sum _{a}\delta (a,f)\leq 2,}
wobei die Summe über alle defekten Werte gebildet wird. Die Defektrelation ist eine weitreichende Verallgemeinerung des Satzes von Picard, denn ist {\displaystyle \displaystyle f} transzendent und nimmt {\displaystyle \displaystyle f} den Wert {\displaystyle \displaystyle a} nur endlich oft an, so gilt {\displaystyle \displaystyle \delta (a,f)=1}. Auch eine von Borel gegebene Verschärfung des Satzes von Picard folgt leicht aus dem zweiten Hauptsatz.

## Weitere Resultate zu Defekten
Ein zentrales Problem der Nevanlinnatheorie war lange, ob die Defektrelation und die Ungleichung {\displaystyle \displaystyle 0\leq \delta (a,f)\leq 1} die einzigen Einschränkungen für die Nevanlinnadefekte einer meromorphen Funktion sind. Dieses sogenannte Umkehrproblem der Nevanlinnatheorie wurde 1976 von David Drasin gelöst. (Für ganze Funktionen war es vorher durch Wolfgang Fuchs und Walter Hayman gelöst worden.) Für Funktionen endlicher Ordnung gibt es jedoch verschiedene weitere Einschränkungen. Gilt zum Beispiel Gleichheit in der Defektrelation, so folgt {\displaystyle \displaystyle \rho (f)=n/2} mit einer natürlichen Zahl {\displaystyle n\geq 2} und für jeden defekten Wert {\displaystyle a} gilt {\displaystyle \delta (a,f)=p(a)/\rho (f)} mit einer natürlichen Zahl {\displaystyle p(a)}. Dies war von Rolf Nevanlinnas Bruder Frithiof vermutet worden und wurde 1987 von Drasin bewiesen. Als weiteres Ergebnis über Nevanlinnadefekte meromorpher Funktionen endlicher Ordnung sei exemplarisch ein Ergebnis von Allen Weitsman genannt, der 1972 zeigte, dass für solche Funktionen
{\displaystyle \sum _{a}\delta (a,f)^{1/3}<\infty }
gilt.
Viele weitere Resultate zu Nevanlinnadefekten finden sich in den unten angegebenen Büchern, wobei das Buch von Goldberg und Ostrovskii einen Anhang von A. Eremenko und J. K. Langley enthält, in dem auch neuere Entwicklungen dargestellt sind.

## Anwendungen
Die Nevanlinnatheorie hat Anwendungen in verschiedenen Gebieten gefunden. So hat sie sich als wesentliches Hilfsmittel bei der Untersuchung von Differentialgleichungen und Funktionalgleichungen im Komplexen erwiesen, siehe etwa die Bücher von Jank-Volkmann und Laine.
Nevanlinna bewies als eine der ersten Anwendungen seiner Theorie folgenden Eindeutigkeitssatz:  Stimmen die {\displaystyle \displaystyle a}-Stellen zweier meromorpher Funktionen {\displaystyle f} und {\displaystyle g} für 5 Werte {\displaystyle a\in {\overline {\mathbb {C} }}} überein, so gilt {\displaystyle f=g}. Dieser Satz war Ausgangspunkt für viele andere Sätze dieses Typs.
In neuerer Zeit stießen von Paul Vojta gefundene Analogien zwischen Nevanlinnatheorie und Diophantischer Approximation auf großes Interesse, vgl. das Buch von Ru.

## Verallgemeinerungen
Dieser Artikel beschränkt sich auf die klassische Theorie in einer komplexen Veränderlichen. Es gibt diverse Verallgemeinerungen, etwa auf algebroide Funktionen, holomorphe Kurven, Funktionen mehrerer komplexer Veränderlicher und quasireguläre Abbildungen.